# 王盈凱
王盈凱（1990年1月24日—），台灣男藝人。

## 個人經歷
- 10歲即進入國立台灣戲曲專科學校就讀(前身為復興劇校，現為國立台灣戲曲學院)，學習傳統京劇藝術八年，主修行當武淨。在學期間多次參與學校內外大小演出，並擔任排練助理，例如大專運動會、國慶大會、澳洲聽障奧運閉幕暨迎接2009台北聽障奧運聖火及聽奧會旗回台等等，也曾多次代表國家出國巡迴演出宣慰僑胞。
- 戲曲學院畢業後進入國立台灣藝術大學舞蹈系就讀，基於對表演藝術的熱愛，亦自行拜師學習少林硬氣功、川劇變臉...等，讓表演實力更加充實豐富。曾多次參與民間表演團體演出、參與電視戲劇綜藝節目錄影。
- 18歲時以武行出道，於戲劇及電影中擔任男演員替身。
- 2012年參加新絲路模特兒大賽獲選為男模季軍，開始轉型參與電影及戲劇角色演出。

## 電影
| 年度   | 片名         | 導演 | 飾演 |
| ------ | ------------ | ---- | ---- |
| 2013年 | 《愛別離》   | 吳林 | 小四 |
| 2012年 | 《球來就打》 | 尹祺 | 紅面 |

## 電視劇
| 年度   | 頻道       | 劇名                            | 飾演   |
| ------ | ---------- | ------------------------------- | ------ |
| 2012年 | 東森幼幼台 | 《萌學園5異界對決》             | 炫鋼   |
| 2012年 | 民視       | 《風水世家》                    | 手下   |
| 2013年 | 民視       | 《廉政英雄》 第九單元：白道教父 | 手下   |
| 2014年 | 民視       | 《龍飛鳳舞》                    | 高土奎 |
| 2022年 | 三立台灣台 | 《一家團圓》                    | 綁架犯 |
| 2023年 | 台視       | 《美麗人生》                    | 大凱   |
| 2023年 | 台視       | 《追分成功》                    | 郭正順 |
| 2025年 | 台視       | 《寶島西米樂》                  | 林大川 |

## 廣告演出
| 年度   | 廣告名稱               | 飾演角色 |
| ------ | ---------------------- | -------- |
| 2015年 | 武聖的覺醒             | 關公     |
| 2015年 | 全國不動產<蘇武牧羊篇> | 蘇武     |
| 2015年 | 關雲長                 | 反派主將 |

## 個人獎項
- 2012年：
  - 新絲路模特兒大賽獲選-男模季軍

## 外部連結
- 王盈凱的Facebook專頁